# Ceratosoma ingozi
Ceratosoma ingozi is een slakkensoort uit de familie van de Chromodorididae. De wetenschappelijke naam van de soort is voor het eerst geldig gepubliceerd in 1996 door Gosliner.